# Geomag
Geomag è il marchio di un giocattolo magnetico frutto dell'invenzione di Claudio Vicentelli, titolare del brevetto. Inizialmente prodotto in Sardegna e commercializzato dalla Plastwood srl, dal 2003 è prodotto a Novazzano, in Svizzera, prima dalla Geomag SA e oggi dalla Geomagworld SA.

## Storia

### La nascita in Sardegna
Il prodotto è stato ideato da Claudio Vicentelli, ingegnere di Milano esperto di applicazioni a magneti permanenti, il quale nel maggio del 1998 presentò la richiesta del brevetto relativo al sistema magnetico e l'anno successivo il marchio GEOMAG.

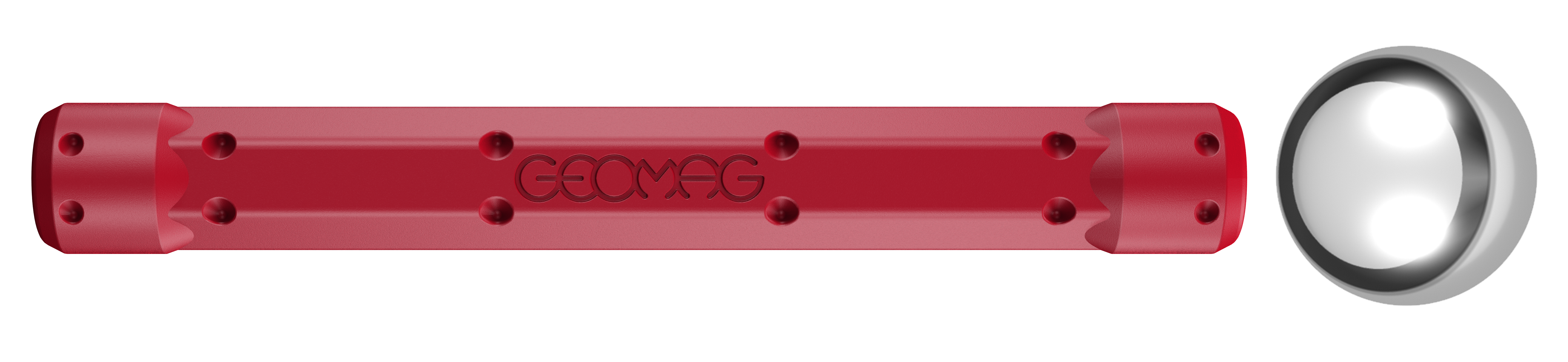
Una barretta e una sfera, elementi base del giocattolo Geomag.

Il giocattolo era composto da barrette in plastica dotate di due magneti permanenti in lega di neodimio alle estremità collegati da una spina metallica sovrastampata con polipropilene, e da sfere in acciaio, un tempo ricoperte di nichel, in seguito sostituito da una lega di rame e stagno; sfruttando l'attrazione causata dal magnetismo, era possibile collegare barrette e sfere fino a creare strutture di varie forme e dimensioni. Il brevetto definiva un particolare circuito magnetico ottenuto dall'accoppiamento di barrette e sfere metalliche.
Vicentelli presentò il suo prodotto alla Fiera del giocattolo di Norimberga, la più grande esposizione di prodotti ludici al mondo, tuttavia inizialmente nessuno volle investire su tale giocattolo artigianale. Nell'agosto del 1998 Vicentelli riuscì ad attirare le attenzioni e gli investimenti di un imprenditore di Calangianus, Edoardo Tusacciu, fino ad allora attivo nel settore della lavorazione del sughero. Nel 1998 Vicentelli concesse a Tusacciu la licenza per produrre e commercializzare in tutto il mondo i prodotti incorporanti il proprio brevetto ed il proprio marchio GEOMAG. La licenza prevedeva un pagamento “una tantum” di 50 milioni delle vecchie lire (come contributo parziale alle spese di ricerca, sviluppo e prototipazione sostenute) ed una royalty del 5% sul fatturato che ne sarebbe derivato. Tusacciu fondò la Plastwood s.r.l., con fabbrica e base in Sardegna, ed investì in nuovi macchinari per la produzione dei nuovi prodotti metallici, dotandosi inizialmente di un macchinario capace di produrre seimila pezzi in 24 ore per avviare il nuovo business; in questo modo il giocattolo debuttò sul mercato alla fine del 1999, tramite la catena italiana di negozi "Città del Sole".
Grazie a ottime strategie pubblicitarie in campo nazionale in poco tempo il prodotto si diffuse capillarmente e la Plastwood fu costretta ad acquistare altri due macchinari per 500.000 euro, per poi arrivare fino ad altri 18, sempre nello stabilimento in Gallura. Nel 2001 la Plastwood arrivò a un fatturato pari a 16 milioni di euro, grazie alla commercializzazione del prodotto in diversi paesi d'Europa e anche in USA, con anche l'apertura di un ufficio dell'azienda a New York.
Nel 2002, tuttavia, l'inventore Vicentelli chiese di rispettare il contratto, in particolare il pagamento delle royalties dovute. Di fronte a ciò, Plastwood s.r.l rispose con una prima causa di nullità del brevetto e di contratto, chiedendo la restituzione di quanto pagato ed accusando Vicentelli di aver copiato. Successivamente sempre la Plastwood avviò una seconda causa rivendicando la proprietà del brevetto e del marchio e fece inoltre opposizione al rilascio del brevetto di Vicentelli anche all’ufficio brevetti europeo. A quel punto le strade di Claudio Vicentelli ed Edoardo Tusacciu si separarono.
Plastwood, nel frattempo mise in produzione un prodotto simile, denominato Supermag, che Vicentelli accusò di contraffazione del brevetto. Le cause furono decise dal tribunale di Milano con sentenza che smentì tutte le accuse: il brevetto Vicentelli fu dichiarato valido (anche l’ufficio brevetti europeo, alcuni anni dopo, dopo un riesame completo, ne confermò la validità); Plastwood fu condannata a pagare a Vicentelli le royalties arretrate, nella misura contrattualmente dovuta del 5% del fatturato; la rivendicazione di proprietà del brevetto e del marchio da parte di Plastwood fu rigettata; il prodotto Supermag non fu comunque considerato in contraffazione del brevetto di Vicentelli. La sentenza dimostrò che le affermazioni secondo le quali Vicentelli avrebbe copiato erano prive di fondamento.
Il brevetto fu infatti riconosciuto nuovo ed inventivo e fu rilasciato in tutti i maggiori paesi del mondo. La Plastwood di Tusacciu continuerà comunque a produrre il Supermag fino al 2010, anno in cui (dopo il concordato preventivo) fu dichiarata fallita.

### La trasformazione da marchio ad azienda e lo spostamento in Svizzera

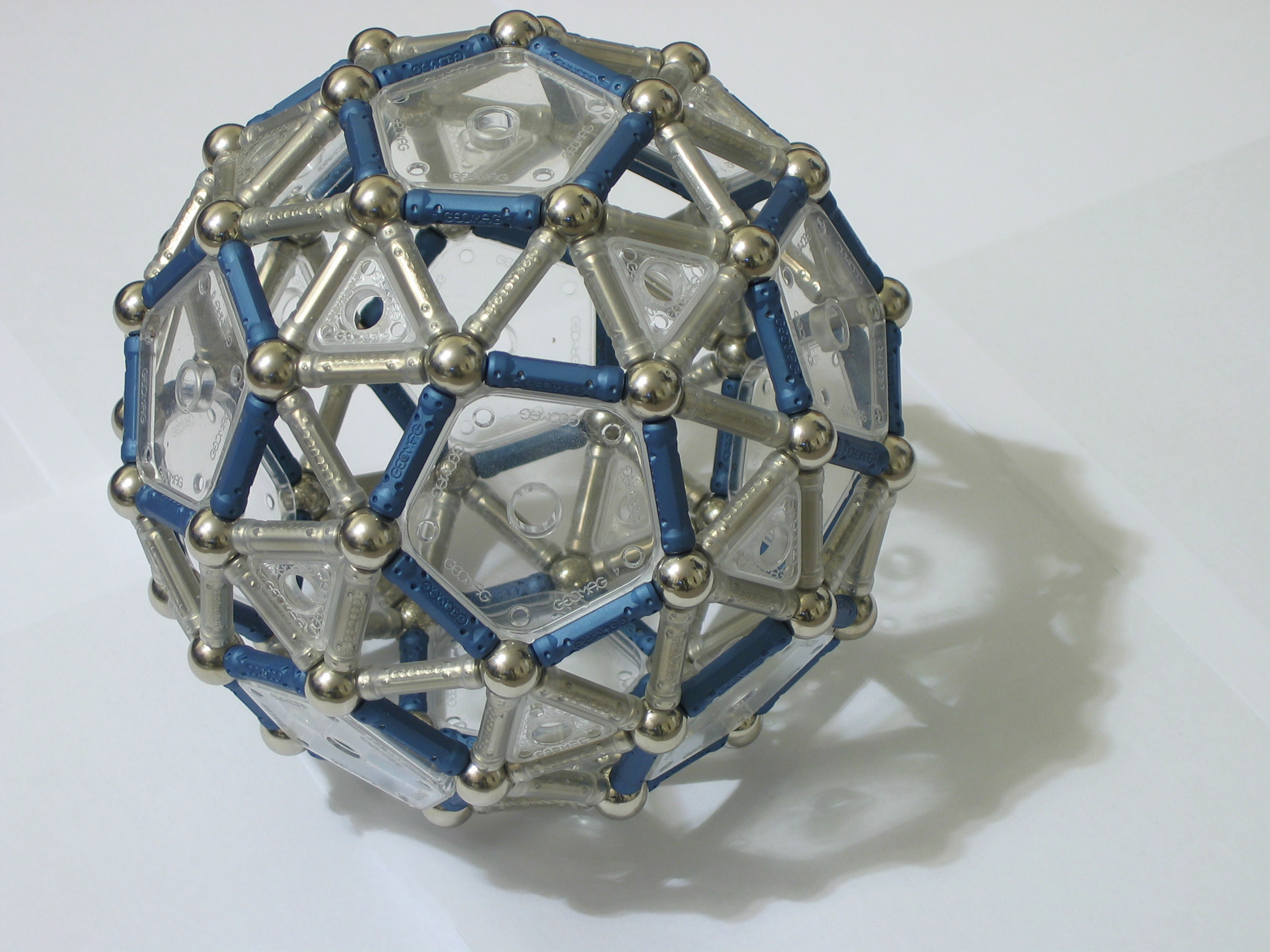
Un dodecaedro simo, solido archimedeo, costruito con il Geomag con l'ausilio dei panel

Nel gennaio 2003, interrotta la partnership con Tusacciu, Vicentelli si accordò per la fondazione della Geomag SA, società svizzera con sede a Novazzano, nel Canton Ticino, e nel marzo successivo fu firmato il contratto di licenza alla nuova azienda. A fine luglio venne avviata la produzione e la commercializzazione del prodotto, comprese alcune sue evoluzioni, una su tutte i Panel, pezzi aggiuntivi con forme triangolari, romboidali, quadrate e pentagonali di policarbonato semi-trasparente colorato, da utilizzare per riempire i “buchi” delle strutture create con le barrette e le sfere, con funzione decorativa e di sostegno.
L'anno successivo sempre Vicentelli depositò il marchio ed il brevetto relativi a un gioco da tavolo denominato Magnetic Challenge le cui pedine erano barrette e sfere Geomag e lo scopo del gioco era avanzare costruendo strutture con i pezzi magnetici. Nel 2005 invece venne prodotta la linea G Baby, caratterizzata da cubi e semisfere con facce magnetiche dedicata alla prima infanzia.
L'azienda, impoverita in maniera grave dalla lotta concorrenziale (tra cui quella dell'ex alleato Plastwood con il suo Supermag) e dalla crisi economica di quegli anni, arrivò nel 2007 ad accumulare oltre 30 milioni di franchi di debiti.

### La terza vita svizzera e il rilancio
A fine ottobre 2009, dopo diverse proroghe della moratoria semestrale nel processo per il fallimento, venne trovato l'accordo con l'azienda italiana Gusella, che però non riuscì nel 2010 ad evitare il fallimento. Sempre nel 2009, una nuova cordata di imprenditori rilevò il marchio e fondò la Geomagworld SA.
La nuova società, guidata dal CEO Filippo Gallizia, iniziò un percorso di parziale reindustrializzazione, e già nell'aprile 2009 portò avanti alcune modifiche al prodotto, come la produzione di una barretta magnetica più lunga (58 mm). Grazie all’innovazione e allo sviluppo, che ha portato alla creazione di tre nuove tipologie di costruzione con relativi brevetti, l'azienda è riuscita ad aumentare del 30% i profitti ogni anno, mantenendo la produzione nell'impianto ticinese di Novazzano.

## Premi e riconoscimenti
- 2002 Parents' Choice Award® “Geomag”,
- 2004 Dr. Toy “The Best Advice on Children’s Products” Geomag - Color - 44 pcs,
- 2004 Gold Award Winners Nappa,
- 2004 Parents' Choice Award® “Geomag Color 96 Kit”,
- 2004 Parents' Choice Award® “Geomag Panel 125 Kit”,
- 2004 Toy Retailer Association “Construction Toy of the Year”,
- 2005 Oppenheim Toy Portfolio Best Toy Award Gold Seal,
- 2005 Parents' Choice Award® “Magnetic Challenge”,
- 2005 Tillywig Toy & Media Awards “G333 Glow Moon Explorer”, t
- 2005 TOTY “Special toy of the year”,
- 2006 Parents' Choice Award® “Geomag Dynamic Master”,
- 2006 Kids Superbrand
- 2012 Editors' Recommended Specialty Toy “GEOMAG E-Motion Power Spin 24 pc”,
- 2012 Editors' Recommended Specialty Toy “Geomag Pink - 66 pc”,
- 2012 Space Age Award in the category 'Little Scientists.' “Geomag GLOW Moon Explorer”,
- 2013 Editors' Recommended Specialty Toy “KOR Geomag - Aki”,
- 2014 Top Toy of the year award - Builder Construction Toys category “Mechanics 722”
- 2014 Creative Play of the year award “Mechanics 722”
- 2014 Dr. Toy’s – 100 Best Childrens Products “Mechanics 722”
- 2014 Dr. Toy’s – Ten Best Building Products “Mechanics 722”
- 2014 Dr. Toy’s – Best Pock’s Children Products “KOR Tazoo Paco”
- 2014 Preferred Choice Award – Builder Construction Toys category “KOR Tazoo Paco”
- 2014 Nappa – Gold Winner “KOR Tazoo Paco”
- 2015 Purdue University - Promotes Engineering thinking & Design “Panels 180”
- 2015 Purdue University - Promotes Engineering thinking & Design “Mechanics 222”
- 2015 Gold Star Toy – Scholastic Parent & Child “Glow 76”
- 2017 Spanish Association of Toy Manufacturers - Best Constructions Toy “Magicube Polar Animals”
- 2017 Toy Award UK - Highly Commended “Panels 83”
- 2017 Toy Award UK - WINNER Independent Toy Awards “Magicube Safari Park”
- 2017 Made for mums - Bronze Winner Best toddler toy “Magicube Safari Park”
- 2017 Made for mums - Finalist Construction toy “Color 127”
- 2020 Toys for Future - Trend Norimberga Toy Fair[15]
- 2021 Made for mums - Silver Winner Best construction/building toy "Magicubes 202 Shapes Wheels"[16]
- 2021 The Toy Insider - WINNER Top Holiday Toy "Supercolors Panels"[17]